# Wilhelm Klein (Politiker, 1825)
Wilhelm Klein (* 7. Oktober 1825 in Basel; † 12. Mai 1887 ebenda) war ein Schweizer Politiker und Fabrikinspektor.

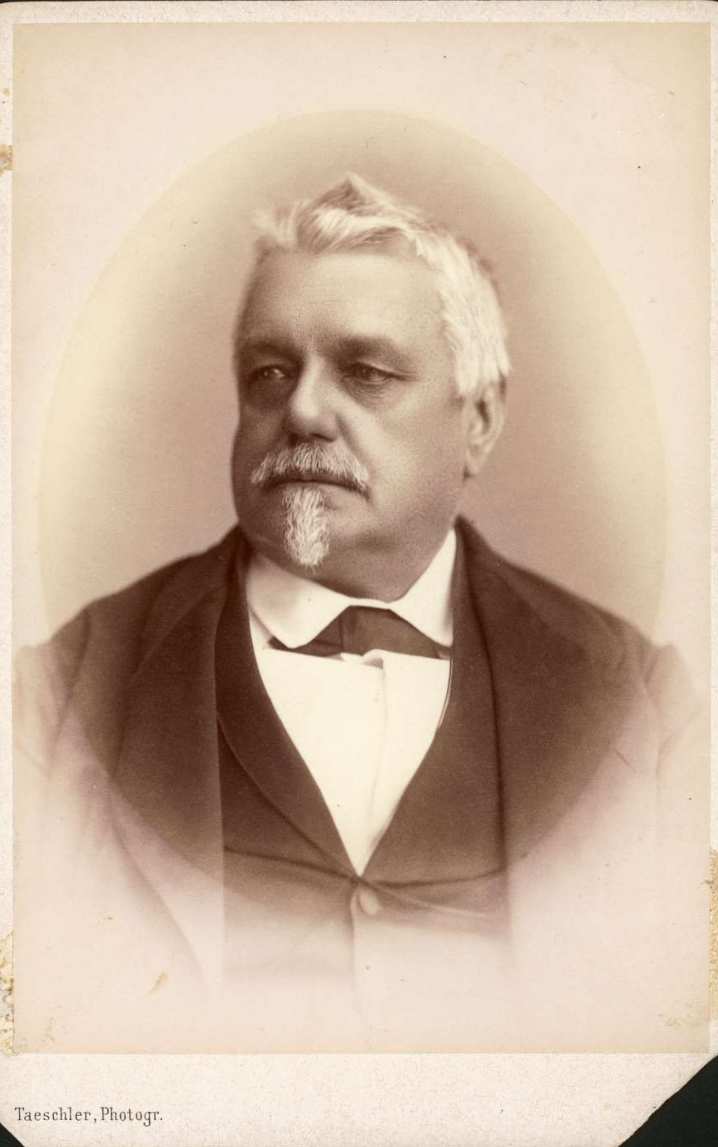
Wilhelm Klein, zwischen 1883 und 1887

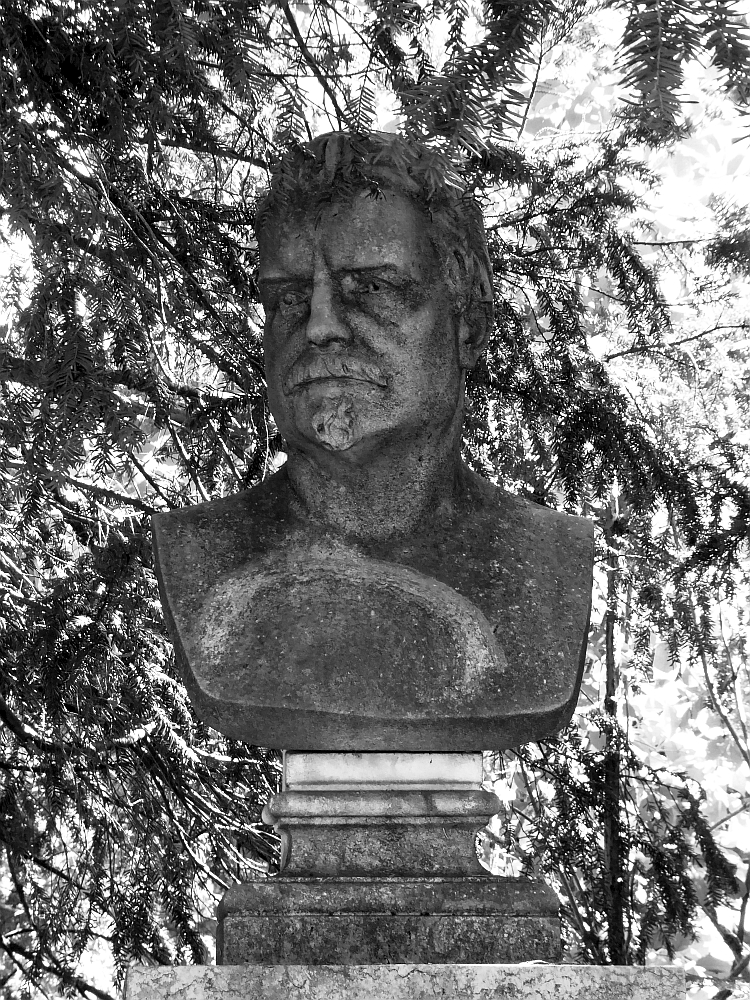
Büste von Wilhelm Klein

## Biografie

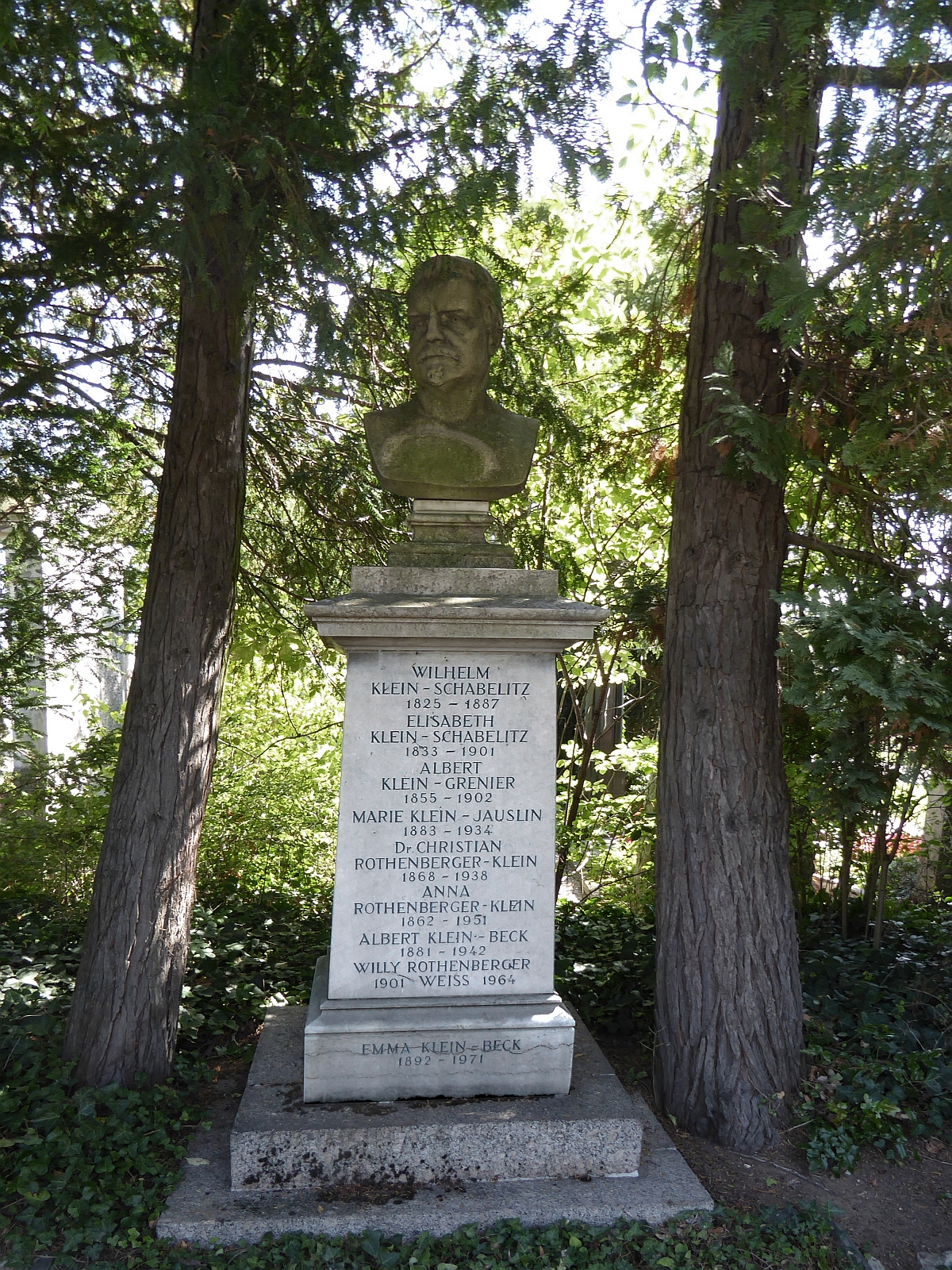
Familiengrab auf dem Friedhof Wolfgottesacker, Basel

Wilhelm Klein, Sohn eines aus Württemberg zugewanderten Lehrers, arbeitete nach seinem Studium in Basel und Berlin 1848–1861 als Lehrer an der Knabenrealschule in Basel. 1861–1875 war er Redaktor des «Schweizerischen Volksfreunds», des publizistischen Sprachrohrs der Basler Radikalen, zu denen sich Klein von früher Jugend zurechnete. Im Sommer 1848 gab er für Gustav Struve dessen Wochenzeitung Deutscher Zuschauer heraus.
Bereits in den 1850er-Jahren wurde er zum führenden freisinnigen Politiker Basels. 1850–1875 und 1881–1887 gehörte er dem Grossen Rat an, den er 1862 und 1865 präsidierte. 1867–1872 war zudem Mitglied des Kleinen Rats, 1875–1878 und 1881–1887 Regierungsrat. Daneben gehörte er 1863–1878 und 1881–1887 dem Nationalrat an und von Juni bis Oktober 1881 vertrat er den Kanton Basel-Stadt im Ständerat.
Klein setzte sich für das schweizerische Fabrikgesetz ein. Dieses Gesetz entstand in Reaktion auf eine Untersuchung der Arbeits- und Lebensverhältnisse der Fabrikarbeiter, die katastrophale Zustände gezeigt hatte. Das Gesetz führte einen Normalarbeitstag von elf Stunden ein, verbot Kinderarbeit und regelte die Haftpflicht der Unternehmer bei Unfällen und Berufskrankheiten.
Klein wurde 1878 zusammen mit Fridolin Schuler und Edmund Nüsperli vom Bundesrat zu einem der ersten drei eidgenössischen Fabrikinspektor gewählt. Sie sollten im Rahmen der Einhaltung des Fabrikgesetzes bei Patrouillen in den Betrieben Missstände wie Kinderarbeit dokumentieren und den kantonalen Behörden melden. Eine erste Inspektionsreise 1879 ergab, das «sehr viele» Kinder in den Fabriken waren, wobei nicht immer mit Gewissheit festzustellen war, ob sie dort arbeiteten, oder ob sie, wie behauptet wurde, sich dort nur aufhielten. Kinder waren dort immer auch Giften und Unfallrisiken ausgesetzt.
Sein Schwiegersohn war Christian Rothenberger. Seine letzte Ruhestätte fand er auf dem Friedhof Wolfgottesacker in Basel. Die Grabmalbüste schuf Achilles Schlöth.